# Filumena Marturano (film 1951)
Filumena Marturano è un film del 1951 diretto da Eduardo De Filippo, tratto dalla sua omonima commedia con Titina de Filippo nel ruolo di Filumena Marturano, ruolo appositamente creato per lei dal fratello Eduardo.

## Trama
Filumena Marturano, donna matura e con un passato da prostituta, si finge moribonda per farsi sposare, in punto di morte, da don Mimì Soriano, impenitente donnaiolo, col quale - dopo una relazione iniziata nelle case di tolleranza - vive da trent'anni vigilando sui suoi affari e amministrandone la casa.
Tuttavia il matrimonio, che per Filomena era il mezzo per rivelarsi ai suoi tre figli e per farli adottare dal benestante Soriano, viene dichiarato nullo e, in apparenza, don Mimì è libero di tornare alla sua vita sregolata di sempre, ma una rivelazione fattagli da Filumena determinerà un drastico cambiamento della situazione.